# ジョン・チャールズ・ロビンソン
ジョン・チャールズ・ロビンソン（Sir John Charles Robinson、1824年12月16日 - 1913年4月10日）はイギリスの画家、版画家である。現在では美術品収集家、美術館の学芸員としての功績が評価されている。

## 略歴
ノッティンガムで生まれた。書店を営む祖父に育てられた。はじめ建築を学ぶつもりであったが絵画に転じた。パリでミシェル・マルタン・ドロランに学び、パリのルーブル美術館で絵画の模写の訓練をして、ルネッサンス美術の知識を深めた。
1847年にイギリスに戻り、スタッフォードシャーのハンリー(Hanley)の美術学校の教師になり、その後校長になった。1852年にロンドンに出て、美術教師となり、市会議員の娘と結婚した。
装飾美術館（Museum of Ornament Art)の学芸員に任じられ、このコレクションは1857年にサウス・ケンジントンに移転して、ヴィクトリア&アルバート博物館となった。学芸員の仕事を1863年まで続け、"Art Referee"に任じられた。その間、イタリアの収集家のカンパーナ(Giampietro Campana)のコレクションの彫刻を購入するなどして、イタリアのルネッサンス美術の彫刻のコレクションを充実させたことで知られる。また地方美術館での巡回展の開催を企画した。
1856年に収集家のクラブを設立し、1857年に新博物館が会館した後は"Fine Arts Club"となり、1866年に Burlington Fine Arts Clubに改組して、初代の会長になった。医師で、版画家のヘイデン(Francis Seymour Haden)と協力して、王立画家版画家協会(Royal Society of Painter-Etchers、後にRoyal Society of Painter-Printmakers)を設立した。
1869年に博物館を退職した後は、モンセレート子爵のような個人の美術収集家のアドヴァイザーとして働き、自らも、絵画や骨董品の収集家として知られ、芸術家としては、特に版画作品で知られた。
1880年から1901年まで王室の絵画コレクションの管理をする"Surveyor of the Queen's Pictures"として働き、1887年にナイトに叙階された。著書はないが、「タイムズ」などの新聞や雑誌に美術評論を寄稿し 、ミケランジェロやラファエロの絵画の総作品目録を製作した。

## 作品

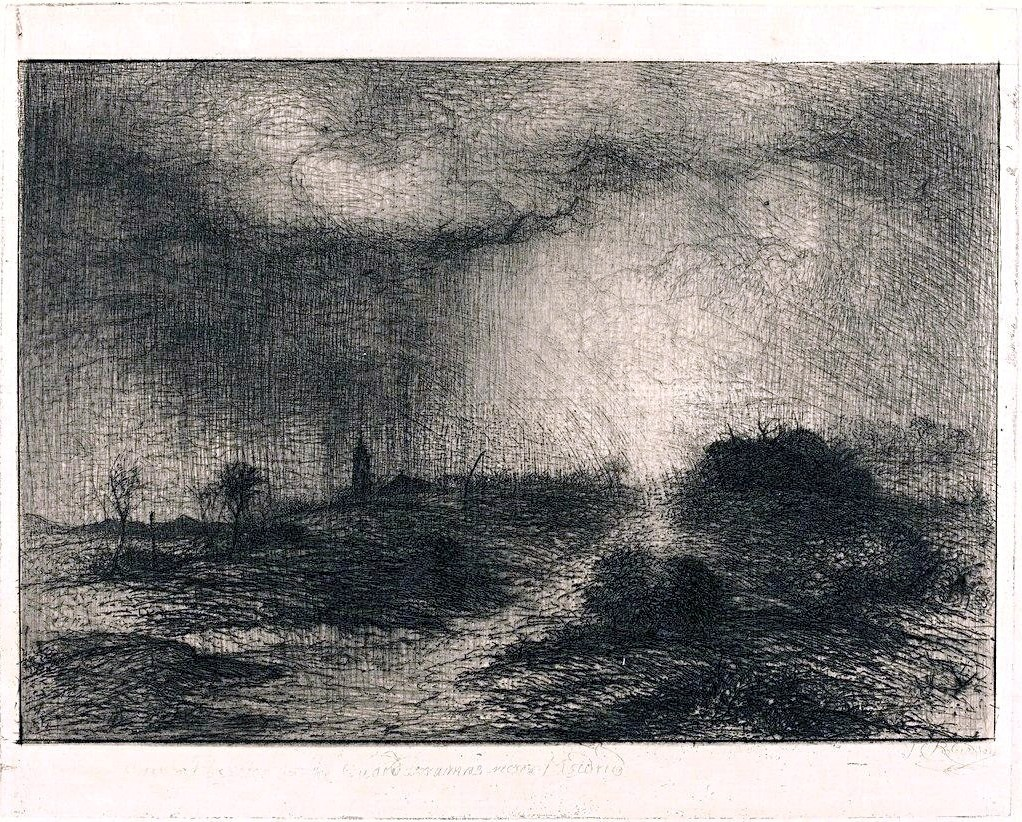
(版画)
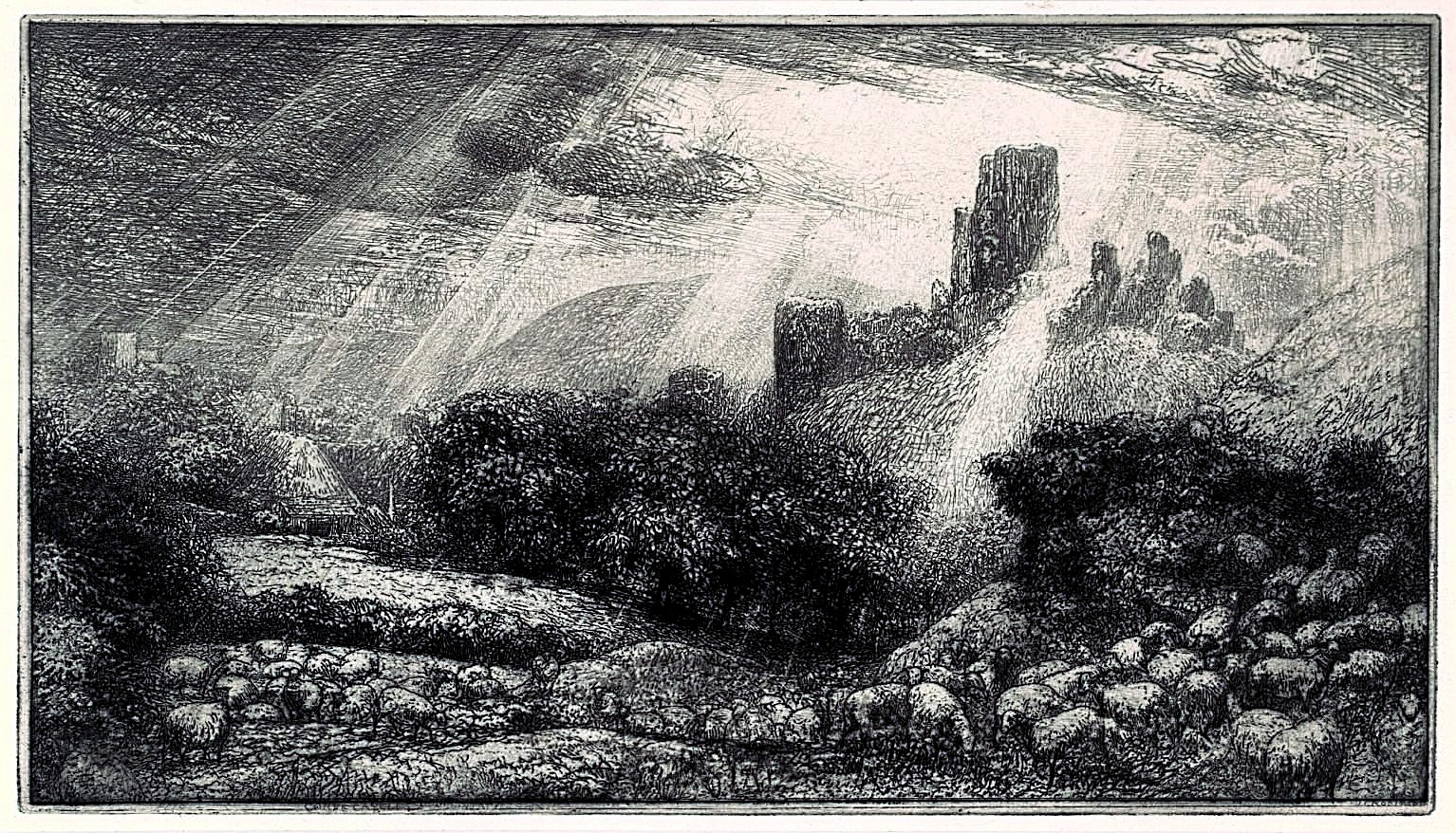
(版画)
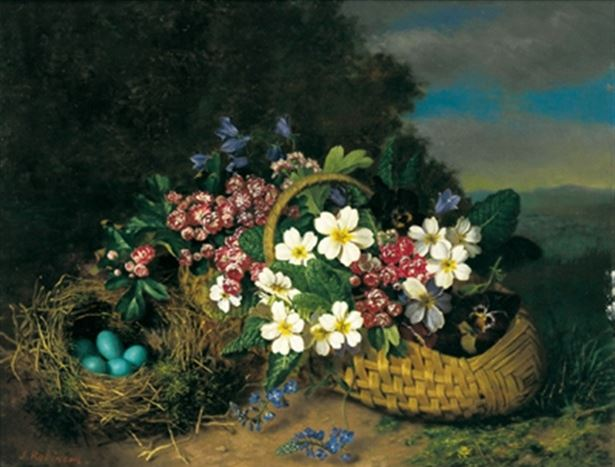
「鳥の巣と花」